# 크라운 코르크

Opening a crown capped bottle

크라운 코르크(crown cork), 크라운 씰(crown seal), 또는 간단히 캡(cap)은 최초의 병마개 형태로서 1892년 볼티모어에서 윌리엄 페인터(William Painter)에 의해 발명되었다. 이를 제조하는 회사는 원래 보틀 씰 컴퍼니(Bottle Seal Company)라고 불렸지만 크라운 코르크가 거의 즉각적인 성공을 거두자 크라운 코르크 앤드 씰 컴퍼니(Crown Cork and Seal Company)로 사명을 변경했다. 여전히 비공식적으로는 해당 이름을 사용하지만 공식적으로는 크라운 홀딩스(Crown Holdings)이다.
한국어로는 크라운병마개, 크라운병뚜껑 등으로 번역된다.

## 같이 보기
- 병따개